# 横浜見聞伝スター☆ジャン
横浜見聞伝スター☆ジャン（よこはまけんぶんでんスタージャン）は、神奈川県横浜市を中心に活躍しているローカルヒーローの名称。

## 概要
2012年7月7日に東急東横線菊名駅前広場にてお披露目。以来、市内ショッピングセンターや市内施設などでショー展開をしている。同年12月にはYouTubeにてWEBドラマを公開、約3ヶ月で約6000回の再生回数となった。
出演者に特撮の本家ともいえる東映のヒーロー作品出身者や有名声優など経歴のある俳優を起用し注目を集める。
出演俳優自らスーツアクターも演じる。
主演の関根裕介が演じる濱尾学はM2music schoolにて音楽講師をしているという設定。
U-NEXTで各テレビドラマ版のEpisode:1、Episode：2、スター☆ジャン神と映画版のEpisode：Finalが2022年8月31日まで配信されていた。

## ステージショー
1回は約15～30分程度。ドラマ本編に出演の主演俳優自らショーに出演するスタイルをとっている。
ショーの主な登場人物は、濱尾学/スター☆ジャン・濱尾巡/タイガ▽ジャン・濱尾探・月影光（ヒカリ姫）
脚本は、毎回イベントごとに書き下ろしているが、既存のシナリオにアレンジを加えたものが多い。年に数本のペースで新作を追加している。人間体（変身前）とヒーロー（変身後）での登場を演出することが多い。

## ストーリー
宇宙に点在する惑星の文化や歴史、知識や知恵が『本』として蓄えられた宇宙の図書館惑星『エイチ』から、ある日、地球の横浜のページが破かれているのを見つけた皇女シズクは、その好奇心も手伝って自分の目で横浜を見聞きし本を元通りに直そうとはるばる地球までやってきた。
横浜の地にはシズクが知らない、ある秘密が隠されていた。そして、その秘密を狙う危険な奴らも現われた。この美しい横浜の大地を汚し、150年以上に及ぶ横浜の財産である『歴史ある文化』を壊そうとする悪の組織『ブラックスター』だ。
やつらはこの横浜に眠っているという神秘の力『プリズムスター』を求めて、地球からはるか遠くのブラックスター星からやってきた。プリズムスターというのは皆の日々の暮らしの中から生まれた『人の生きる力』夢を叶えようと懸命に努力する強い想いに溢れた心が放つ、虹色に輝く力のことである。誰の心の中にも存在するこの『プリズムスター』を、ブラックスター軍の総帥ネクラーが手に入れようと考えた。
しかし、元々『文化』というものを知らないブラックスター星人には『プリズムスター』がなんなのか分かっていなかった。そこで奴は、横浜の地を汚すことでプリズムスターを探し出すことを考えついた。そんな勝手な都合で横浜の大地を汚させるわけにはいかない。
悪の野望を打ち砕くため、惑星『エイチ』の科学技術の結晶である『ココロコンパクト』を託された心優しき熱い青年、濱尾学（はまおまなぶ）は、ブラックスターに唯一対抗できるプリズムスターを持つ戦士して、戦うことを決意した。

## 主なキャラクター
スター☆ジャン／濱尾 学（はまお まなぶ）／関根裕介
濱尾家の長男。情にもろく熱いが、おっちょこちょいでいい加減。ロックスターを目指しながら、M2music Schoolにてヴォーカル講師をしている。 ジョギングの最中に襲われているシズク姫を助けたことから、いきがかり上スター☆ジャンに変身する羽目になるが、 本来目立ちたがりの性分なので喜んで引き受ける。
- 必殺技
  - 葉っぱラッガー - Webドラマ第一作～神速の彼方へ～劇中にて、初めてスター☆ジャンへと変身した学が必殺技だと思い込み両肩についている緑の葉状の物を飛ばそうとしたが、オペレーターの雅曰く「ただの飾り」。技名を叫び構えるが、何も起きなかった。
  - ドラゴンスターパンチ - ショーのラストに繰り出している必殺技。左掌にあるココロコンパクトと同じ形状のモチーフにプリズムスターの力が集まると発動する。

タイガ▽ジャン／濱尾 巡（はまお めぐる）／内山眞人
濱尾家の次男。おとなしい性格で誰に対しても優しい。 数ヶ月前から行方不明になり、記憶喪失となる。その後惑星エイチの皇族ヒカリとともに行動し、ブラックスターとの闘いの中、兄弟と再会するが･･･ 
- 必殺技
  - タイガソード牙の舞 - タイガ▽ジャンの左腰に納刀されているタイガソードから繰り出される斬撃。

濱尾 探（はまお さぐる）／萩野崇
濱尾家の三男。現役大学生で、普段はカフェでバイトしながら兄を養っている。真面目な割には好奇心おうせいで惑星エイチやスター☆ジャンについても受け入れて積極的に応援する。 シズクの横浜見聞には一番頼りになる。
2012年7月のお披露目から数回のショー・ラジオ出演までは松本が演じていたが、2012年8月より峯村、2013年のテレビドラマ化にあたり萩野にキャストを変更した。
シズク／星乃 雫（ほしの しずく）／秋山依里
惑星エイチの皇女。読書が大好きで、地球の日本それも横浜が大好き。初恋の人はフランシスコザビエル氏。ある日読んでいた書籍の横浜の情報部分が 消えていることに気付き、気になって仕方がなくて王宮を飛び出し地球にやってくる。そこでブラックスターに襲われるが学と出会い、彼にココロコンパクトを預けスター☆ジャンとして戦わせ、一緒に 横浜の見聞の旅をする。
ルイ／星乃 涙（ほしの るい）／さとう珠緒
惑星エイチの皇女。18歳。シズクの妹。シズクが惑星エイチに連れ戻されてしまった代わりに地球にやってきた。姉を守るために学達と横浜見聞とプリズムスターを探す旅に加わる。二つ名は＜豚マンの涙＞。
ミコト／星乃 命（ほしの みこと）／大西結花
惑星エイチの皇妃。惑星エイチでは裏番だった。二つ名は＜月餅の命＞。横浜のファン。
ヒカリ／月影 光（つきかげ ひかり）／松林早紀
惑星エイチの皇族でシズクとは親戚関係で親友の中。シズクを傷つけようと企むブラックスターの存在を知り、 先に地球にやってきた。そこで巡と出会い彼にタイガ▽ジャンの力を授けともに戦う決意をする。
ニック／ニコラス・リー／高田宏太郎
光の幼馴染。探と友情をかわす。
ムッシュ／水島裕
シズク姫のお目付け役。毎回毎回おてんばな姫の行動に振り回されいつも走っている。好きな食べ物は納豆のマヨネーズ和え。
ミート／仁科貴
ニックの父。ムッシュと同じ惑星エイチ皇族秘書だったが、妻（サラダ）と喧嘩の末、横浜へ移住してしまった。
ニコさん／四宮康博
探がアルバイトをするカフェPulauのマスター。みんなのよき相談役。
アスカ／石井明日香
明るくしっかり者のPulauのアルバイト。
ネクラー／根暗 仁（ねくら ひとし）／平子哲充
ブラックスターの総帥。シズクのことが大好きでプロポーズするが、あっけなく断られてその想いが悪に転じ強大になる。シズクをどんな手を使っても手に入れようと執拗に追いかけるが、目の前に立ちはだかるスター☆ジャンに計画を阻止される。
ブラックスター☆ジャン／ シュン ／大口兼悟
スタージャンやネクラーたちと対抗する謎の人物。
ブラックナイト／ カケル ／いしだ壱成
ネクラーが高額で雇った用心棒。

## WEBドラマ
プロローグとして『横浜見聞伝スター☆ジャンEPISODE:0〜神速の彼方へ〜』をWEB配信している。

## テレビドラマ
- いずれもテレビ神奈川での放映

『横浜見聞伝スター☆ジャン外伝 横浜謎解き大作戦！じゃん!!』
2012年に出演したずばり!横濱が2013年4月から横浜市による広報番組ハマナビに番組改編されたのに伴い、ハマナビ内にて5分間のミニドラマとして全13話が2013年5月4日から8月3日に放送された。EPISODE:version1.5と位置づけられている。
『横浜見聞伝スター☆ジャン』
2013年10月12日から12月28日まで放送の15分テレビドラマ。EPISODE:1と位置づけられている。
出演者にさとう珠緒、大西結花、萩野崇などを加える。
『横浜見聞伝スター☆ジャン Episode：2』
2016年4月24日から6月25日まで毎週日曜10:15分に放送。
『スター☆ジャン神』
2019年1月26日から3月30日まで放送。
テーマソングにサンスポアイドルリポーター(SIR)「7色の未来」を起用、メンバーの小松みゆが出演した。

## 映画
『劇場版 横浜見聞伝スター☆ジャン Episode：Final』
当初は2016年冬公開予定と発表されていたが、2018年7月21日から8月3日まで横浜シネマリンにて上映された。上映が延期になった理由は不明。
『スター☆ジャン川・奈（序）』（せん・だい（じょ））
2023年4月29日から5月6日まで、横浜のシネマノヴェチェントにて「ご当地ヒーロー特集」の一つとして上映された。2023年8月7日から13日まで東京・高円寺シアターバッカスでも上映された。2024年4月よりtvkにて再編集のうえで15分番組として放送。
『スター☆ジャン川・奈（終）』（せん・だい（しゅう））
2023年12月20日から26日まで高円寺シアターバッカスにて上映。12月30日にはシネマノヴェチェントでも上映された。

## テーマソング
- 神速の彼方へ
歌：本位田牧
作詞：MOKU／Sugisaku
作曲：MOKU
編曲：猪早巧
- 7色の未来（神、川/奈-序）
歌：サンスポアイドルリポーター(SIR)
作詞・作曲：渡邉沙志
編曲：石井祐介